# ایستگاه متروی آهنگ
ایستگاه مترو آهنگ یکی از ایستگاه‌های خط ۷ مترو تهران است که در بزرگراه شهید محلاتی، تقاطع خیابان شاه‌آبادی واقع شده‌است. این ایستگاه در ۲۶ اسفند ۱۳۹۹ تأسیس شده‌است.